# Mnich (Chybie)
Mnich (früher auch Mnichy, deutsch Mnich oder Mönnich, Mönnichau im Zweiten Weltkrieg) ist eine Ortschaft mit einem Schulzenamt der Gemeinde Chybie im Powiat Cieszyński der Woiwodschaft Schlesien, Polen.

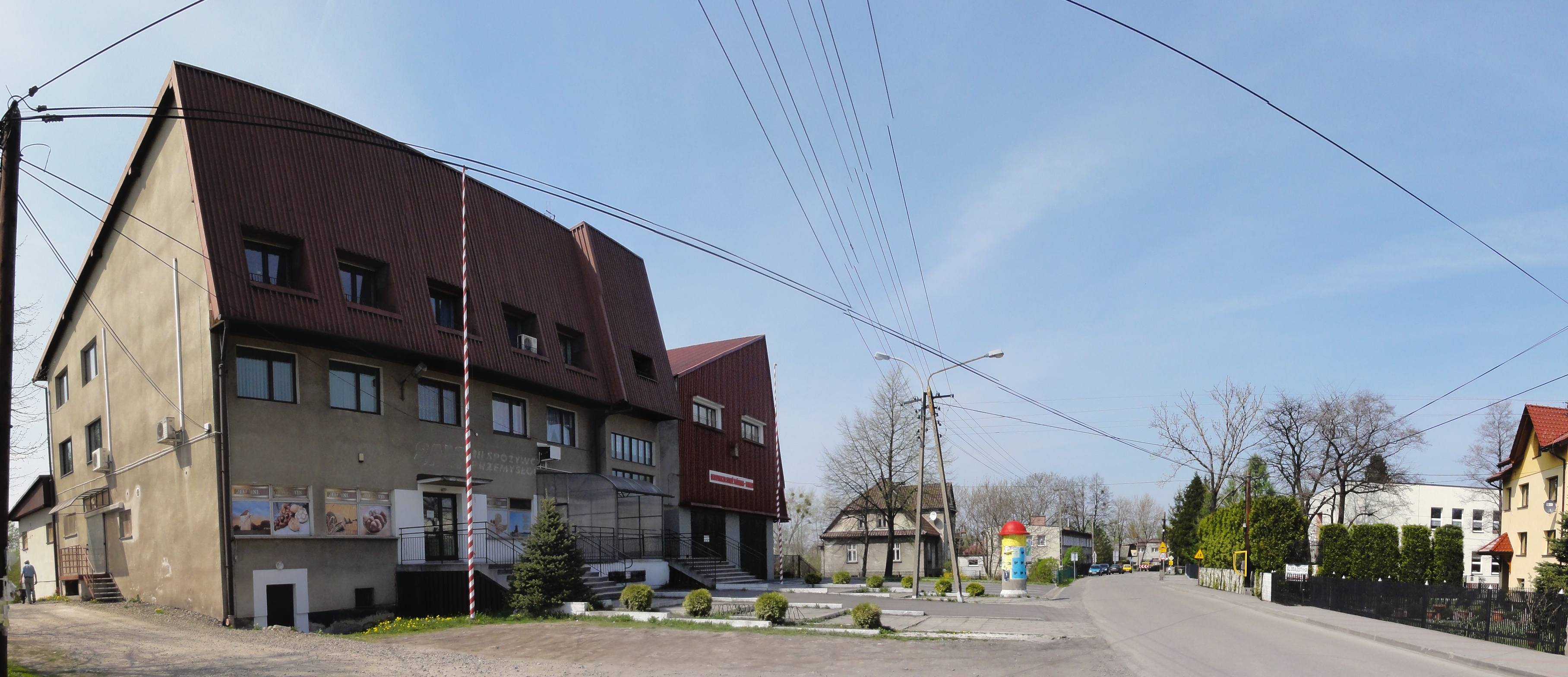
Ortsmitte

## Geographie
Mnich liegt im Auschwitzer Becken (Kotlina Oświęcimska), etwa 20 km nordwestlich von Bielsko-Biała und 40 km südlich von Katowice im Powiat (Kreis) Cieszyn.
Das Dorf hat eine Fläche von 835 ha (26,3 % der Landgemeinde).
Nachbarorte sind die Stadt Chybie im Nordosten, Landek und Iłownica im Osten, Zaborze im Südosten, Drogomyśl im Südwesten, Zabłocie im Nordwesten.

## Geschichte
Das Dorf liegt im Olsagebiet (auch Teschner Schlesien, polnisch Śląsk Cieszyński).
Der Name des Dorfes ist wahrscheinlich abgeleitet vom örtlichen Teich, dessen Name im Jahr 1515 schon urkundlich als rybnyk Mnychowy przy Drahomyssli erwähnt wurde. Wahrscheinlich wurde das Dorf im späten 16. Jahrhundert gegründet.
Politisch gehörte das Dorf zum Herzogtum Teschen, unter der Lehnsherrschaft des Königreichs Böhmen, in der Habsburgermonarchie.
Nach der Aufhebung der Patrimonialherrschaften bildete es ab 1850 eine Gemeinde in Österreichisch-Schlesien, Bezirk Bielitz und Gerichtsbezirk Schwarzwasser. In den Jahren 1880 bis 1910 stieg die Einwohnerzahl von 821 im Jahr 1880 auf 1010 im Jahr 1910 an, es waren überwiegend polnischsprachige (zwischen 98,3 % und 99 %), deutschsprachige (1,2 % im Jahr 1880) und tschechischsprachige (1,1 % im Jahr 1890). Im Jahre 1910 waren 93,3 % römisch-katholisch, 6 % evangelisch, es gab sieben Juden.
1920, nach dem Zusammenbruch der k.u.k. Monarchie und des Polnisch-Tschechoslowakischen Grenzkriegs kam Mnich zu Polen. Unterbrochen wurde dies nur durch die Besetzung Polens durch die Wehrmacht im Zweiten Weltkrieg, wenn es als Mönnichau genannt wurde.
Von 1975 bis 1998 gehörte Mnich zur Woiwodschaft Bielsko-Biała.